# Kirk Jordan
Kirk Jordan (1946) è un cantante statunitense, noto soprattutto per essere stato come voce bianca tra il 1956 e il 1958 l'interprete principale dell'opera lirica Amahl e i visitatori notturni di Gian Carlo Menotti.

## Biografia
Nel 1956, all'età di 10 anni, Kirk Jordan succedette a Chet Allen e Bill McIver come protagonista dell'opera Amahl e i visitatori notturni (Amahl and the Night Visitors), composta nel 1951 da Gian Carlo Menotti e trasmessa ogni anno per Natale in diretta su NBC. Per tre anni, dal 1956 al 1958, si ripeté con Jordan la magia di quella produzione con il soprano Rosemary Kuhlmann e sotto la direzione del stesso compositore e del direttore d'orchestra Thomas Schippers. Lo spettacolo del 1958 fu registrato e ritrasmesso per altri quattro anni, dal 1959 al 1962, rendendo Jordan il volto più familiare di Amahl alla televisione americana, finché una nuova produzione non andò in onda nel 1963 con Kurt Yaghjian come protagonista, senza più la supervisione di Menotti e Schippers.
Nato nel 1946, Jordan aveva studiato canto con sua madre, che era pianista alla Kansas City Light Opera. Nel febbraio del 1956 i due realizzarono un nastro registrato con alcune canzoni e lo spedirono a Menotti. In ottobre ricevettero una lettera dal compositore che li invitava il mese successivo a New York per un'audizione. I primi due Amahl, Chet Allen e Bill McIver, erano stati entrambi allievi del Columbus Boyschoir di Princeton e c'erano molti candidati qualificati per il lavoro provenienti da cori professionisti. Jordan era un outsider (non era della zona di New York e non aveva ricevuto un'educazione formale), ma Menotti fu colpito dal suo talento naturale nel canto e nella recitazione e ottenne la parte. Oltre ad apparire in televisione, Jordan fu interprete di Amahl in numerose esibizioni in tutti gli Stati Uniti. In genere, l'intero cast (compreso Jordan) eseguiva alcune arie solistiche dal Messiah di Handel nella prima metà dello spettacolo, seguito dall'opera di Menotti nella seconda metà.
Amahl rimase per Jordan una piacevole esperienza giovanile che egli ricorderà con speciale orgoglio nel dicembre 2019 in un'intervista alla Nashville Public Radio.